# Tibellus utotchkini
Tibellus utotchkini es una especie de araña cangrejo del género Tibellus, familia Philodromidae. Fue descrita científicamente por Ponomarev en 2008.

## Distribución
Esta especie se encuentra en Francia, Rumania, Moldavia y Rusia (Europa, Cáucaso).